# マルティン・アギーレガビリア
マルティン・アギーレガビリア・パディージャ（Martín Aguirregabiria Padilla  ,  1996年5月10日 - ）は、スペイン・バスク州アラバ県ビトリア＝ガステイス出身のプロサッカー選手。FCカルタヘナに所属している。ポジションはDF。

## 来歴
2008年に地元のデポルティーボ・アラベスのカンテラに入団。2014年にテルセーラ・ディビシオン所属のBチームに昇格し、3シーズン3部リーグでプレー。2017-18シーズンにトップチームに昇格。2017年11月29日のコパ・デル・レイのヘタフェCF戦で、トップチーム初出場。12月4日のラ・リーガのジローナFC戦で、トップリーグデビューを果たし、3-2で勝利。14日には2021年までの契約を締結。2018年10月31日のコパ・デル・レイのジローナ戦で、プロ初ゴールを決めた。
2022年7月18日、FCファマリカンに3年契約で移籍した。
2024年7月16日、FCカルタヘナに1年契約で移籍した。